# Edward Jenks
Edward Jenks, född 1861, död 1939, var en brittisk jurist och historiker.
Jenks var lärare i juridik vid olika brittiska universitet; vid Oxford 1896-1903 och 1903-1924 har han studierektor vid juristskolan i London. Bland Jenks rika produktion märks Constitutional experiments of the Commonwealth (1892), Consideration in English law (1892), A history of the Australian colonies (3:e upplagan 1912), English local government (7:e upplagan 1930), Law and politics in the middle ages (2:e upplagan 1914), Edward Platagenet (2:e upplagan 1923), Parliamentray England (1903), A digest of English civil law (1917), Husband and wife (1909), The government of Briish India (4:e upplagan 1929), The book of English law (1928). Jenks har även utgett 14:e till 18:e upplagan av H. J. Stephens Commentaries on the laws of England.